# 彩虹橋駅
彩虹橋駅（さいこうきょうえき）は中華人民共和国広東省広州市越秀区に位置する広州地下鉄8号線及び11号線の駅である。

## 歴史
- 2022年9月28日：8号線の駅として開業[1]。
- 2024年12月28日：11号線の開業により乗り換え駅になる。
また同時に、当駅の英語表記が以前の「Caihongqiao」から、「Caihong Bridge」に変更となる[2]。

## 出入口
現在、6つの出入口が存在する。
|      |      |          | |
|      |      |          | |
| 番号 | 画像 | 周辺道路 | 周辺施設など |
| A    |      | 西華路   | 康王北路、小梅大街、駟馬涌文化広場、国家税務総局広州市荔湾区税務局、広州市第十七中学（西校区）、彩虹橋バス停（北方面）、彩虹戯院バス停（東方面）                                                                   |
| C    |      | 東風西路 | 流花路、流花湖公園南門、流花西苑、広州市人民来訪接待庁、広州市来穂人員服務管理局、広州市民族宗教事務局、広州市協作弁公室、広州市少年宮、東風西路バス停（東方面）、西華路尾バス停（南方面）、西華路尾バスターミナル |
| D    |      | 荔湾路   | 周門路、彩虹文化広場、広州市規劃和自然資源局荔湾区分局、彩虹橋バス停（南方面） |
| F    |      | 東風西路 | 流花湖公園南門、東風西路バス停（西方面①、②、③番） |
| G    |      | 東風西路 | 東風西路バス停（西方面①、②、③番） |
| H    |      | 東風西路 | 流花路 |

## 隣の駅
広州地下鉄
■8号線
西村駅  - 彩虹橋駅 - 陳家祠駅
■11号線
流花駅 - 彩虹橋駅 - 中山八駅